# Conde do Casal
O título de Conde do Casal foi criado por decreto de 20 de Janeiro de 1847 da rainha Maria II de Portugal a favor de José de Barros Abreu Sousa e Alvim, 1.º conde do Casal.

## Titulares
1. José de Barros Abreu Sousa e Alvim, 1.º conde do Casal
2. Maria Luisa de Barros de Abreu de Sousa e Alvim, 2.ª condessa do Casal